# Мікура (острів)
О́стрів Мікура́ або Мікурадзі́ма (яп. 御蔵島, みくらじま, МФА: [mʲikuɾad͡ʑima], «Коморний острів») — острів вулканічного походження в західній частині Тихого океану. Складова групи островів Ідзу, один з семи найбільших островів групи. Належить селу Мікурадзіма області Міяке префектури Токіо, Японія. Станом на 2007 рік площа острова становила 20,58 км², населення — 313 особи. В центрі острова лежить вулкан Ояма, висотою 851 м. Берег переважно скелястий і важкодоступний. Природних портів немає. Сполучення зі столицею здійснюється через штучний порт поромом. Островом протікають річки Хірасімідзу й Осімаваке, що є рідкістю для островів групи. Головна рослинність — субтропічні ліси: шовковиця, каштанник і самшит. До кінця 17 століття острів був безлюдним. На початку 18 століття переселенці з сусіднього острова Міяке заснували на ньому поселення. До 1939 року життя остров'ян підтримували постійні безкоштовні поставки продовольства з Токіо. Тривалий час основою економіки острова був збут самшиту й побутових виробів з нього. Через припинення продовольчих поставок та відсутність попиту на самшит у зв'язку з розвитком хімічної промисловості, населення острова скорочується.

## Галерея

Мікура на карті островів Ідзу